# Ljubljanska kronika
Kronološki prikaz dogajanj današnjega glavnega mesta Slovenije Ljubljane

## pred 1000
- Mostišča na Ljubljanskem barju. Prva naselbina že konec 2. tisočletja pred našim štetjem (žarna grobišča).
- 15. Naselbina je bila povzdignjena v kolonijo z imenom Iulia Emona tribu Claudia (volilno okrožje Klavdija). Postala je upravno središče gornjega Posavja.

- 238. Prvo razdejanje Emone ob prehodu čet Maksimina Tračana. Emonski meščani so takrat sami delno požgali in porušili mesto, nakar so se začasno umaknili. Kot rimski državljani so ubogali ukaz senata, ki ni priznal Maksimina za cesarja.
- 242. Sv. Maksim je bil ustoličen za emonskega škofa.
- 403-408. Prehod Zahodnih Gotov pod Alarihom.
- 451-452. Vdor Atilovih Hunov, ki so mesto razdejali in požgali.
- 535-536. Po veliki ekspoloziji vulkana Krakatau (Indonezija) se ves svet za nekaj let zagrne v mrak - tudi slovenska dežela...
- okoli 580. S krčenjem Rima so se prebivalci Emone umaknili proti zahodu, zlasti na Istrsko obalo (širše območje današnjega Novigrada). Kraj na mestu nekdanje Emone se imenuje Gradišče in Mirje.

## 12. stoletje
- okoli 1120 Prva omemba Ljubljanskega gradu oz. grajskega griča.
- 1144. Prva omemba Ljubljane z nemškim imenom Laibach.
- 1146. Omemba Ljubljane z imenom Luwigana. V starih listinah je črka w včasih zapisana tudi namesto črke b in črka g namesto j, tako da bi lahko prvotno ime tudi prebrali Lubijana. (po zapisih Janeza Menarta).
- okoli 1200. Ljubljana je od Spanheimov dobila tržne pravice (Stari trg).

## 13. stoletje
- 1220-43. Ljubljana dobi mestne pravice.
- 1262. V zapisih se prvič omenja Ljubljanska stolna cerkev sv.Nikolaja-(Miklavža).
- 1269. Ljubljano je zavzel češki kralj Otokar Premysl.

## 14. stoletje
- 1335. Ljubljana preide pod Habsburžane.

- 1370. Sklepanje miru med Benečani in Habsburžani. Po dolgotrajnih pogajanjih so Habsburžani odstopili Trst, ki je ostal pod beneško oblastjo do leta 1382..

## 15. stoletje
- 1415. Prvič pridejo pred Ljubljano oddelki Turške vojske-roparjev iz Bosne.
- 1435. Oboroženci Celjskega grofa Ljubljančanom zaplenijo 300 glav živine,vendar je ne uspejo prepeljati čez Savo.
- 1442. Celjski grof Ulrik oblega Ljubljano, vendar je obramba zdržala.
- 1461. Ustanovitev ljubljanske škofije (povečala se je cerkvena upravna moč mesta).
- 1469. Turki so ponovno pred Ljubljano.
- 1471. Turki se ponovno pojavijo s tremi oddelki pred Ljubljano, udarijo v tri smeri in uplenijo velik plen.
- 1473. Turki so pred Ljubljano vendar je močno utrjena in pripravljena.
- 1476. Turki obidejo Ljubljano, ropajo pa po okolici.
- 1484. Postavljena je mestna hiša.
- 1489. Cesar Friderik III. ljubljanskim čolnarjem  prvič potrdi pravice in svoboščine.
- 1492. Turki so zadnjič pred Ljubljano in ne uspejo.

## 16. stoletje
- 1504. Ljubljana dobi pravico da si voli župana (utrditev avtonomije Ljubljane). Janez Lantheri postane prvi župan.
- 1511. Katastrofalni potres. Po obnovi se je arhitektura razvijala v smeri renesance.
- 1513. Ljubljanski čolnarji ustanovijo svojo bratovščino imenovano Bratovščina naše ljube Gospe čolnarjev v Križankah, ceh čolnarjev.
- 1547. Kot zanimivost: po ljudskem izročilu naj bi povodni mož odplesal z Urško v Ljubljanico po današnji Stiški ulici - po Valvasorjevih zapiskih.

- 1549. Cesar Ferdinand I. potrdi red plovbe po Ljubljanici od Vrhnike do Ljubljane. Proti jugu so vozili predvsem žita in železo, na sever pa južne pridelke in sol.
- 1566. Ljubljana dobi privilegijsko knjigo; na enem mestu so zbrani vsi dotedaj podeljeni privilegiji (Ljubljana ima tako med slovenskimi celinskimi mesti najvišje razvito avtonomijo).
- 1597. Prihod jezuitov. Močna protireformacija, ko so morali številni tedanji meščani vseh stanov zapustiti Ljubljano. (Primož Trubar).

## 17. stoletje
- 1641. V hiši na Starem Trgu se je rodil slovenski zgodovinar in pisec knjige Slava Vojvodine Kranjske, Janez Vajkard Valvasor (1641-93).

- 1677. Postavitev Stiškega dvorca.
- 1693. Ustanovitev znanstvenega društva Academia operosorum Labacensis (Akademija ljubljanskih operozov) - Bogoslovno semenišče Ljubljana.

## 18. stoletje
- 1701. Ustanovljena je bila Academia philharmonicorum.
- 1718. Skupni ceh čolnarjev na Ljubljanici se razdeli v dve bratovščini, v Bratovščino velikih čolnarjev in Bratovščino malih čolnarjev in si izdelajo vsak svoje bandero- hranijo jih v Trnovski župni cerkvi.
- 1758, 3. februar. V Šiški se je rodil prvi slovenski pesnik Valentin Vodnik.

- 1765. Zgrajeno je bilo prvo ljubljansko gledališče.
- 1772. Pričetek gradnje Gruberjevega prekopa. Namen gradnje prekopa je bilo odvajanje poplavne vode Ljubljanice mimo Ljubljane in pospešeno osuševanje Barja. (Dokončan 1780).
- 1789. Premiera prvega slovenskega odrskega dela: Linhartova Županova Micka.

## 19. stoletje
- 1809. S prihodom Francozov je Ljubljana postala prestolnica Ilirskih provinc.

- 1821. Kongres Svete Alianse v Ljubljani.
- 1849, 16. septembra. Prihod prve lokomotive v Ljubljano.
- 1851. Rojen Ivan Hribar (1851-1941), slovenski politik in domoljub. Kot ljubljanski župan je veliko storil za razvoj Ljubljane. Ko so Italijani leta 1941 vkorakali v Ljubljano je v žalosti napravil samomor - ovil se je v slovensko zastavo in skočil v Ljubljanico.
- 1861. Postavitev mestne plinarne.
- 1872. Rojen Jože Plečnik (1872-1957), slovenski arhitekt, pionir slovenske in evropske arhitekture. ("Plečnikova Ljubljana"; Tromostovje, Čevljarski most, NUK(Narodna in univerzitetna knjižnica), cerkev sv. Frančiška, Vrt vseh svetih itd.
- 1890. Izgradnja mestnega vodovoda.
- 1892. Zgrajeno je bilo poslopje Opere.
- 1895, 14. april. Potres, po katerem je Ljubljana dobila »novo« podobo.
- 1898. Pričetek obratovanja mestne električne centrale.
- 1898, 15. november. V Ljubljano je pripeljal prvi avtomobil. Avtomobil je bil last barona Codellija. Avto je bil znamke Benz. Čeprav Ljubljana ne leži na Balkanu, se šteje ta dogodek za prvi prihod avtomobila na Balkan.

## 20. stoletje
- 1901, 6. september. Ljubljana dobi električni tramvaj. Prva proga je bila dolga 5,3 km.
- 1904, 2. julij. V Deželnem zakoniku za vojvodino Kranjsko so izšla Začasna določila o vožnji z avtomobili in motornimi kolesi po javnih cestah. Najvišja dovoljena hitrost je bila 30 km/h.
- 1911. Prvi taksist v Ljubljani (Pavel Stele).
- 1911. Namestitev prvega radijskega oddajnika v Ljubljani.
- 1919. Ustanovitev prve slovenske univerze.

- 1928, 1. september. Otvoritev ljubljanske radijske postaje. Vodila jo je katoliška Prosvetna zveza.
- 1929. Ljubljana postane upravno središče Slovenije (Dravske banovine).
- 1929 - 1931. Frančevemu (Špitalskemu) mostu sta bila po Plečnikovem načrtu prizidana stranska mostova za pešce. Postavljeno je bilo Tromostovje.
- 1930. Prvi zvočni film v Ljubljani (Pojoči norec).
- 1931, 29. avgust. Predstavitev prvega slovenskega celovečernega filma V kraljestvu Zlatoroga (Union)
- 1931. Po Plečnikovih načrtih je bil zgrajen današnji Čevljarski most.
- 1932. Premiera drugega slovenskega celovečernega filma Triglavske strmine.
- 1933. Po načrtih Vladimirja Šubica je bil zgrajen ljubljanski Nebotičnik, ki je tedaj veljal za najvišjo stanovanjsko zgradbo v Evropi.
- 1936. Pričetek gradnje palače Narodne in univerzitetne knjižnice (NUK)
- 1937. Ustanovljena je bila Slovenska akademija znanosti in umetnosti (SAZU)

- 1941, 11. april. Italijanska zasedba Ljubljane.
- 1941, 27. april. Ustanovljena Osvobodilna fronta (OF) za osvoboditev izpod okupatorja.
- 1942, 23. februar. Italijanski fašisti so Ljubljano obdali z bodečo žico (v dolžini 30 km).
- 1942, 28. april. Italijanski okupatorji so pri Gramozni jami ustrelili prvo skupino talcev, kot maščevalni ukrep za izvedeno partizansko akcijo; do 28. januarja 1943 so italijanski okupatorji usmrtili pri Gramozni jami skupno 121 talcev.
- 1944, januar. Na vrh Narodne in univerzitetne knjižnice (NUK) je neuspešno zasilno pristalo nemško letalo. Pri tem se je vnelo gorivo in v požaru, ki ga je povzročila nesreča, je bilo uničenih 60.000 knjig.
- 1945, 9. maj. Osvoboditev Ljubljane.

- 1949. Mesto Ljubljana je ustanovilo Mestno gledališče ljubljansko kot drugo dramsko gledališče Ljubljane.
- 1949. Mesto Ljubljana je ustanovilo živalski vrt.
- 1951. Živalski vrt se je preselil s prvotnega mesta blizu današnje RTV na jugozahodno območje Rožnika.
- 1958, december. Ukinitev ljubljanskega tramvaja; V pritličju Semenišča so uredili pokrito tržnico.
- 1960. Zgrajena je bila palača parlamenta.
- 1961. Prvo slovensko mednarodno letališče Brnik.
- 1965. Zgrajena je športna dvorana Tivoli. V njem je še isto leto prirejeno svetovno prvenstvo v namiznem tenisu.
- 1966. Začetek snovanja sistema ljubljanskih obvoznic.
- 1966. Svetovno prvenstvo v hokeju na ledu v športni dvorani Tivoli.
- 1969, 9. maj. V Ljubljani je pričel delovati Radio Študent.
- 1980, 4. maj. V Univerzitetnem kliničnem centru v Ljubljani je umrl tedanji voditelj Jugoslavije Josip Broz Tito.
- 1988. Proces proti četverici.
- 1988. Obisk voditelja tedanje Sovjetske zveze, Mihaila Gorbačova v Ljubljani.
- 1990, 23. december. Plebiscit o samostojnosti Slovenije.
- 1991, 25. junij. Slovenska skupščina je v Ljubljani razglasila novo in neodvisno samostojno evropsko državo - Republiko Slovenijo.
- 1991, 26. junij. Razglasitev samostojnosti Slovenije na tedanjem Trgu revolucije (danes Trg republike). Na jamboru pred parlamentom je zaplapolala nova zastava samostojne države Slovenije.
- 1996, maj. Ljubljano je obiskal papež Janez Pavel II.
- 1999, 21. junij. Na Kongresnem trgu je imel govor tedanji predsednik ZDA Bill Clinton.

## 21. stoletje
- 2001, Srečanje ruskega voditelja Putina in voditelja ZDA Busha na Brdu pri Kranju.
- 2002 4. - 6. julij, Obisk 14 . dalajlame Tenzin Gyatso - tibetanskega verskega in posvetnega voditelja - Nobelovega nagrajenca za mir v letu 1989. Njegov gostitelj je bila Univerza v Ljubljani. Rektor prof. dr. Jože Mencinger je dalajlami izročil plaketo z nazivom častnega senatorja. V Tivoliju je imel govor o moči sočutja.